# 佐々木修平
佐々木修平（ささき しゅうへい、1954年〈昭和29年〉8月13日 - ）は、日本の俳優、ファイティングコーディネーター。オフィス佐々木FCプラン代表。岩手県出身。

## 人物
映画、テレビシリーズで大ヒットを飛ばした『Gメン'75 香港ロケシリーズ』や『踊る大捜査線』などテレビドラマ高視聴率殺陣師として担当し、香港映画まで幅広く活躍する、デビュー作は中山美穂主演のテレビドラマ『毎度おさわがせします』。
1981年（昭和56年）前後、タレントセンターNACが併設する倉田保昭アクションクラブ（KAC）の講師をしていた。
後、若駒からオフィス國井＆悪童児を設立メンバーとして活躍、現在のオフィス佐々木FCプランを設立。

## 出演

### テレビドラマ
- Gメン'75　第202話「Ｇメン対香港カラテ軍団 PART2」（1979年、TBS / 東映）
- ウルトラマン80（TBS / 円谷プロ）
  - 第7話「東京サイレント作戦」（1980年） - クライマーの青年
  - 第43話「ウルトラの星から飛んで来た女戦士」（1981年） - ガラガラ星人
- ミラクルガール　第18話「水着美女・湖上の決戦」（1980年、12ch / 東映）

### 映画
- この子の七つのお祝いに（1982年10月9日公開、監督：増村保造、松竹）[1]
- ふ・し・ぎ・なBABY（1988年12月18日公開、監督：根本順善、東宝） - 杉山 役[2]

## 担当作品

### テレビドラマ
- 月曜ドラマランド かぐや姫とんで初体験!?（1985年7月1日、フジテレビ系） - 技闘[3]
- 水曜ドラマ 竜馬におまかせ!（1996年4月10日 - 6月26日、日本テレビ系） - ファイティングコーディネート
- 土曜グランド劇場 ぼくらの勇気 未満都市（1997年10月18日 - 12月20日、日本テレビ系）
- 金9 天国に一番近い男 教師編（2001年4月13日 - 6月29日、TBSテレビ系） - ファイティングコーディネート
- 松本清張没後10年記念・張込み（2002年3月2日、テレビ朝日系） - ファイティングコーディネート
- 土曜ドラマ SP 警視庁警備部警護課第四係（2007年11月3日 - 2008年1月26日、フジテレビ系） - ファイティングコーディネート
- 月9 イノセント・ラヴ（2008年10月20日 - 12月22日、フジテレビ系） - ファイティングコーディネート
- GTOリバイバル（2024年4月1日、フジテレビ系）
- 日曜ドラマ ACMA:GAME アクマゲーム（2024年4月7日 - 6月9日、日本テレビ系） - アクション・コーディネート
- 火9 オクラ〜迷宮入り事件捜査〜（2024年10月8日 - 、フジテレビ系） - アクション監修

他多数

### 映画
- CHINESE DINNER（2001年3月16日公開、監督：堤幸彦、スローラーナー / ポニーキャニオン） - アクションコーディネート[4]